# Oxnard (album)
Pour les articles homonymes, voir Oxnard.
Albums de Anderson .Paak
Malibu
(2016) Ventura
(2019)
Singles
1. Tints
Sortie : 4 octobre 2018
2. Who R U?
Sortie : 9 novembre 2018

Oxnard est le troisième album studio du chanteur américain Anderson .Paak, sorti en 2018.

## Liste des titres
| 1.    | The Chase (featuring Kadhja Bonet)                       | - Kadhja Bonet - Brandon Anderson - Jairus Mozee                                                                               | - Jhair Lazo - Anderson Paak - Bonet (add.)            | 3:23 |
| 2.    | Headlow (featuring Norelle)                              | - Anderson - Jose Rios - Bonet - Michael Redict - Ron Avant                                                                    | - Rios - King Michael Coy - Avant                      | 4:10 |
| 3.    | Tints (featuring Kendrick Lamar)                         | - Anderson - Jeff Gitelman - Sydney Bennett - Robert Lewis - Kendrick Duckworth - David Pimentel - Taylor Parks - Om'Mas Keith | - Keith - Paak                                         | 4:28 |
| 4.    | Who R U?                                                 | - Anderson - Dwayne Abernathy Jr. - Sylvester Jordan - Andre Young - Melvin Henderson - Andre Brissett                         | - Dr. Dre - Mell - Dem Jointz (add.) - Brissett (add.) | 2:48 |
| 5.    | 6 Summers                                                | - Anderson - Jason Pounds - Henderson - Tia Myrie                                                                              | - Paak - Mell - Pounds (co.)                           | 4:42 |
| 6.    | Saviers Road                                             | - Anderson - Patrick Douthit - Myrie                                                                                           | 9th Wonder                                             | 2:24 |
| 7.    | Smile / Petty                                            | - Anderson - Keifer Shackleford - Matthew Merisola                                                                             | - Callum and Kiefer - King Michael Coy                 | 4:42 |
| 8.    | Mansa Musa (featuring Dr. Dre & Cocoa Sarai)             | - Brissett - Young - Anderson - Abernathy Jr. - Eric Mercer - Henderson - Jordan - Myrie - Yannick Koffi                       | - Mell - Dr. Dre - Focus... (add.) - Brissett (add.)   | 2:53 |
| 9.    | Brother's Keeper (featuring Pusha T)                     | - Anderson - Abernathy Jr. - Mozee - Bonet - Terrence Thornton                                                                 | - Paak - Jairus "J.Mo" Mozee - Dem Jointz (co.)        | 4:14 |
| 10.   | Anywhere (featuring Snoop Dogg & The Last Artful, Dodgr) | - Alana Chenevert - Anderson - Calvin Broadus Jr. - Pounds - Bruno Mars - Reagan James                                         | Pounds                                                 | 3:46 |
| 11.   | Trippy (featuring J. Cole)                               | - Jermaine Cole - Anderson - Chris Dave - Curt Chambers - Cleo Sample                                                          | - Chris Dave                                           | 5:23 |
| 12.   | Cheers (featuring Q-Tip)                                 | - Brissett - Young - Anderson - Kamaal Fareed - Jordan                                                                         | - Focus... - Q-Tip - Dr. Dre - Brissett (co.)          | 5:34 |
| 48:27 |                                                          | |                                                        |      |

| 13. | Sweet Chick (featuring BJ the Chicago Kid) | - Anderson - Bryan Sledge - Henderson - Jordan - Myrie                      | Mell                      | 3:57 |
| 14. | Left to Right                              | - Young - Anderson - Pounds - Henderson - Jordan - Myrie - Trevor Smith Jr. | - Pounds - Mell - Dr. Dre | 3:55 |

Notes
- The Chase contient des voix additionnelles de Sinoi Mataali et Jhair Lazo.
- Headlow contient des voix additionnelles de Kadhja Bonet, Nicolas Hakim, Jhair Lazo, Jason Pounds et Fredwreck.
- Tints contient des voix additionnelles de Teddy Ray, J.LBS, Tayla Parx, Jason Pounds, Jhair Lazo et Teddy Ray.
- Who R U? contient des voix additionnelles de Cocoa Sarai et Dr. Dre.
- 6 Summers contient des voix additionnelles de Jason Johnson, KRS-One, Kadhja Bonet et Cocoa Sarai.
- Saviers Road contient des voix additionnelles de Cocoa Sarai.
- Smile/Petty contient des voix additionnelles de Eliza, Ruby Velle, Sir et Sonya Elise.
- Mansa Musa contient des voix additionnelles de Rich Harrison, Dem Jointz, Sly Pyper, Blakk Soul et Thurz.
- Brother's Keeper contient des voix additionnelles de Kadhja Bonet and Cocoa Sarai.
- Anywhere contient des voix additionnelles de Cocoa Sarai.
- Trippy contient des voix additionnelles de Kadhja Bonet.
- Cheers contient des voix additionnelles de Cocoa Sarai et Sly Pyper.
- Sweet Chick contient des voix additionnelles de Cocoa Sarai.
- Left to Right contient des voix additionnelles de Foota Hype, Busta Rhymes et Cocoa Sarai.

## Classements
| Classements (2018)                  | Meilleure position |
| ----------------------------------- | ------------------ |
| Australie (ARIA)                    | 20                 |
| Belgique (Flandre Ultratop)         | 25                 |
| Belgique (Wallonie Ultratop)        | 135                |
| Canada (Canadian Albums)            | 16                 |
| Danemark (Tracklisten)              | 31                 |
| Pays-Bas (Mega Album Top 100)       | 21                 |
| France (SNEP)                       | 117                |
| Irlande (IRMA)                      | 36                 |
| Nouvelle-Zélande (RIANZ)            | 23                 |
| Norvège (VG-lista)                  | 37                 |
| Suisse (Schweizer Hitparade)        | 46                 |
| Royaume-Uni (UK Albums Chart)       | 42                 |
| États-Unis (Billboard 200)          | 11                 |
| États-Unis (Top R&B/Hip-Hop Albums) | 6                  |